# Freihandelsabkommen
Dieser Artikel wurde aufgrund inhaltlicher und/oder formaler Mängel auf der Qualitätssicherungsseite des Portals Wirtschaft eingetragen. 
Du kannst helfen, indem du die dort genannten Mängel beseitigst oder dich an der Diskussion beteiligst.

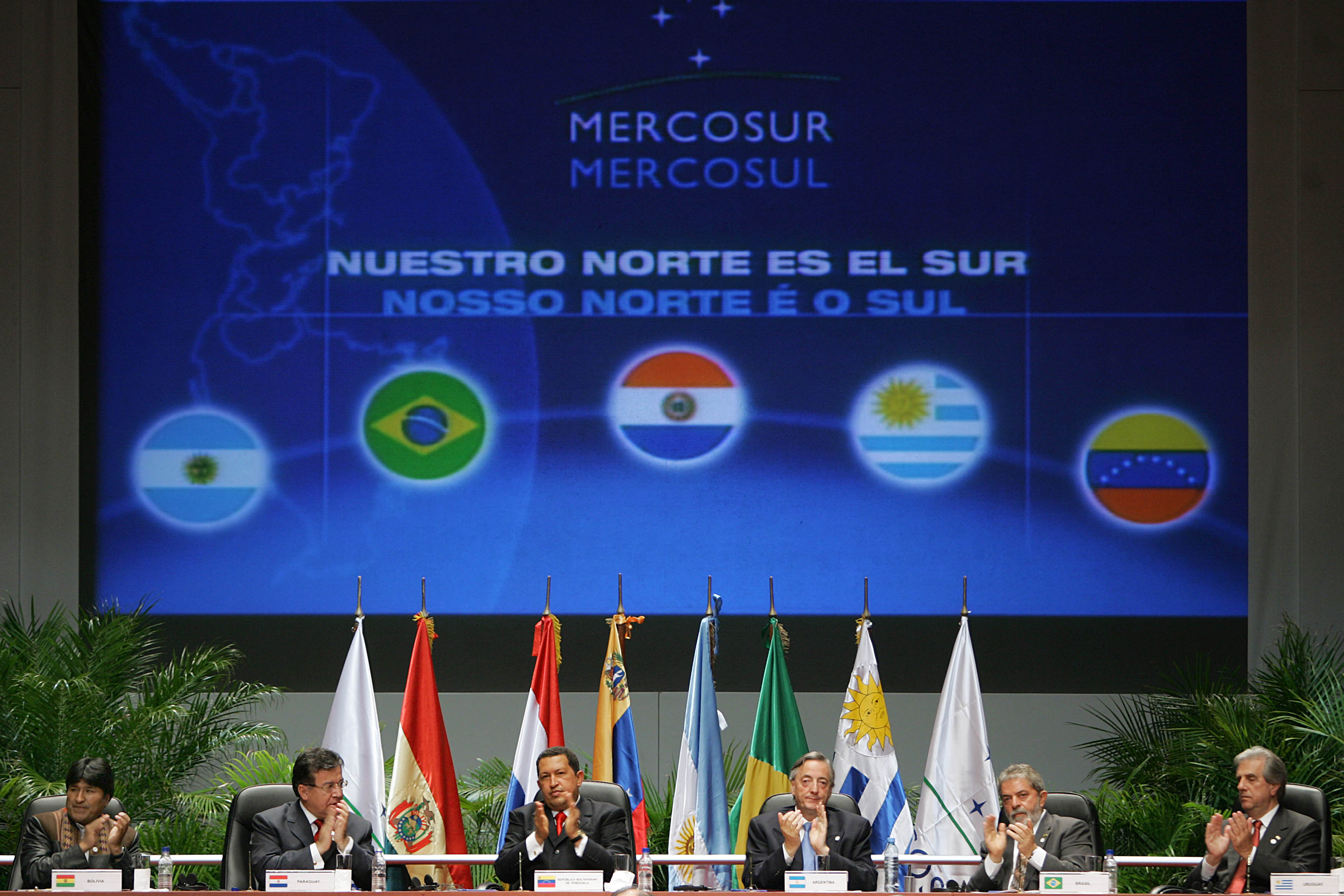
Mercosur ist eine Freihandelszone zwischen östlichen Ländern Südamerikas.

Ein Freihandelsabkommen ist ein völkerrechtlicher Vertrag zur Gewährleistung des Freihandels zwischen den vertragschließenden Staaten (beziehungsweise Völkerrechtssubjekten). Die Vertragspartner verzichten untereinander auf Handelshemmnisse, betreiben jedoch gegenüber Drittländern eine autonome Außenhandelspolitik. Es kann ein erster Schritt zu einer engeren wirtschaftlichen Integration zwischen Ländern sein.

## Gegenstand von Freihandelsabkommen
Mit dem Abkommen wird der Freihandel zwischen den Vertragspartnern gesichert. Zölle und nichttarifäre Handelshemmnisse, wie Exportbeschränkungen, Importquoten oder nationale Normen und Standards, werden abgeschafft. In neueren Freihandelsabkommen werden auch andere staatliche Eingriffe wie Subventionen, Beteiligungen an Unternehmungen oder Wirtschaftssektoren oder die staatliche Handhabe über das Patentrecht eingeschränkt. In einigen Abkommen sind zudem Regelungen zum Investitionsschutz enthalten, die bei Investor-Staat-Verfahren den Einsatz von Schiedsgerichten vorsehen.
Aus mehreren Freihandelsabkommen oder durch multilaterale Abkommen können Freihandelszonen entstehen. Freihandelsabkommen bzw. Freihandelszonen stellen die erste Stufe der wirtschaftlichen Integration dar, da – anders als bei einer Zollunion – die Vertragspartner einer reinen Freihandelszone ihre jeweiligen nationalen Zolltarife gegenüber Drittstaaten beibehalten. Zur Verhinderung von Verkehrs-, Produktionsverlagerungen und Wettbewerbsverfälschungen enthalten alle Freihandelsabkommen Ursprungsregeln, die sicherstellen, dass Waren präferenzberechtigt sind und damit zollfrei in den Vertragsstaat eingeführt werden können. Dies muss mit einem Präferenzpapier nachgewiesen werden. Wirtschaftliche Zusammenschlüsse auf einer höheren Integrationsstufe (Zollunion, Gemeinsamer Markt, Wirtschafts- und Währungsunion) sind jedoch immer auch Freihandelszonen.

## Hintergrund
Zum Jahrtausendwechsel waren bei der Welthandelsorganisation (WTO) 172 regionale Handelsabkommen aufgeführt, am 31. Juli 2013 bereits 377. Von diesen bilden die Freihandelsabkommen mit 221 den größten Anteil. Dieser deutliche Anstieg zeigt die steigende Aufmerksamkeit, die dieser Art der Wirtschaftsförderung zuteilwird.
Alle WTO-Mitglieder haben sich grundsätzlich dazu verpflichtet, allen anderen Mitgliedern die gleichen Zollsätze zu gewähren. Dieses sogenannte Meistbegünstigungsprinzip bildet eine wichtige Grundlage für beinahe alle WTO-Vertragswerke. Es beinhaltet, dass bei einer Reduktion des Zollsatzes für ein Gut oder eine Dienstleistung für einen Handelspartner derselbe reduzierte Zollsatz auch allen anderen WTO-Handelspartnern gewährt werden muss. Hiergegen verstoßen bevorzugende Handelsabkommen, zu denen die Freihandelsabkommen gehören, dem Prinzip nach. Sie bauen Handelshemmnisse zwischen Partnerländern ab, wobei Nichtmitglieder hinsichtlich der Handelshemmnisse, von diesem Abkommen unbeeinflusst bleiben. Von der Meistbegünstigungs-Regelung sind nach Artikel XXIV der WTO allerdings bevorzugte Handelsabkommen ausgenommen, die eine vollkommene Eliminierung der Zölle vorsehen, alle großen Handelsposten umfassen und der Zollsatz gegenüber nicht beteiligten Drittländern nach Formierung des Handelsblocks nicht höher ist als davor.
Grundsätzlich sind alle diejenigen Abkommen bevorzugte Handelsabkommen, die ihren Mitgliedern den Import von Gütern zu einem günstigeren Zollsatz erlauben, als er Drittstaaten gewährt wird. Eine Ausprägung eines bevorzugten Handelsabkommen ist das Freihandelsabkommen, das die Eliminierung aller Handelsbarrieren, insbesondere von Zöllen, innerhalb der Mitgliedstaaten vorsieht. Dabei braucht der ursprüngliche Zollsatz nicht in einem Schritt auf Null gesetzt zu werden, sondern kann, beginnend von einer anfänglichen Reduktion, auch in jährlichen Sätzen verringert werden. Man erreicht die vollständige Elimination somit nach einer festgelegten Zeitspanne. Dies ist der Fall des sogenannten „Phase-In“.
Neben dem Freihandelsabkommen, gibt es weiter die „Zollunion“ als Ausprägung eines bevorzugten Handelsabkommens. Das Hauptunterscheidungsmerkmal eines Freihandelsabkommens und einer Zollunion ist, dass innerhalb eines Freihandelsabkommens jeder Partner den Einfuhrzollsatz unabhängig vom Freihandelsabkommen-Partnerland gegenüber Drittstaaten festlegen kann. Im Gegensatz dazu wird in einer Zollunion ein einheitlicher Zollsatz auf Produkte erhoben, die in das Gebiet der Zollunion eingeführt werden.
Das Freihandelsabkommen und die Zollunion sind die ersten beiden wirtschaftlichen Integrationsstufen, die unterschieden werden. Davon ausgehend gibt es mit ansteigendem Grad der Integration einheitliche Märkte, Wirtschaftsunionen, politische Unionen und kommerzielle Unionen.

## Gründe für ein Freihandelsabkommen
Laut Gene M. Grossman & Elhanan Helpman werden Regierungen in zwei Fällen die Unterzeichnung eines Freihandelsabkommens befürworten.
Im ersten Fall muss das Freihandelsabkommen die Wohlfahrt der Bürger so erhöhen, dass die Regierung bei der nächsten Wahl wieder gewählt wird. Gleichzeitig darf der Druck der Lobby-Gruppen, welche durch das Freihandelsabkommen negativ beeinflusst werden, nicht so groß werden, dass das Freihandelsabkommen verhindert wird. Im zweiten Fall müssen die Gewinne der exportorientierten Industrie durch ein mögliches Freihandelsabkommen, die Verluste des Teiles der Industrie ausgleichen, die mit zusätzlichen Mitbewerbern im Inland konkurrieren müssen.
Die Wohlfahrt eines Landes bei der Liberalisierung seines Handels wird dabei von mehreren Faktoren beeinflusst. Dazu gehören die Förderung von Handel aufgrund des „Trade Creation“-Effekts (Handelsschaffungseffekt) und die ineffiziente Zuteilung von Ressourcen aufgrund des „Trade Diversion“-Effekts (Handelsverlagerung).
Der Handelsschaffungseffekt resultiert aus der Verdrängung teurerer inländischer Güter zugunsten günstigerer Importgüter aus den Freihandel-Partnerländern. Durch den Entfall von Zoll sinkt der Preis für ein Produkt, wodurch der Konsum steigt und ein Wohlfahrtsgewinn generiert wird.
Der Handelsverlagerungseffekt sorgt für eine Verschiebung der Importe von Nicht-Freihandelspartnern hin zu einem Freihandelspartnerland. Die zu höheren Produktionskosten produzierten Güter aus dem Partnerland werden durch den Importzoll wettbewerbsfähiger. Es kommt somit zu einer ineffizienten Zuteilung von Ressourcen und einhergehend zum Wohlfahrtsverlust.
Ein weiterer Effekt, der den Wohlstand eines Landes direkt beeinflusst, ist die Veränderung der sogenannten Terms of Trade (Austauschverhältnis). Das Austauschverhältnis ist der Preisindex der Exporte, dividiert durch den Preisindex der Importe. Sie geben an, wie viele Güter importiert werden können, im Gegenwert zu einer Einheit Exporte. Steigt das Austauschverhältnis durch eine Reduzierung des Preisniveaus der Importe, was durch die Zollelimination wahrscheinlich ist, so verbessert sich das Tauschverhältnis. Ein Land kann sich für die gleiche Menge Exporte mehr Importe leisten.
Gründe, welche die Wohlfahrt eines Landes indirekt beeinflussen und ebenfalls für den Abschluss eines Freihandelsabkommens sprechen, sind die Sicherung der Reform der heimischen Wirtschaftspolitik, die erhöhte Verhandlungsmacht auf internationaler Ebene und der gesicherte Marktzugang für kleine Länder.
Die Sicherung der Reform wird dadurch erreicht, da es nach der Festlegung eines internationalen Abkommens schwieriger ist, bestehende Handelspositionen zu verändern. Die verbesserte Ausgangssituation in zukünftigen Verhandlungen ergibt sich aus dem größeren Einfluss eines Freihandelsgebietes. Außerdem sichert man auf diese Weise auch den Zugang zu Märkten.

## Vergleich eines Freihandelsabkommen und einer Zollunion
Alle positiven Wohlfahrtseffekte, die durch ein Freihandelsabkommen impliziert werden, können auch unter einer Zollunion generiert werden. Ein Freihandelsabkommen verursacht gleichzeitig allerdings Wohlfahrtskosten, die in einer Zollunion nicht entstehen. Die Kosten umfassen mehrere Punkte:
1. Innerhalb eines Freihandelsabkommens können bestimmte Güter von der Zollfreiheit mittels einer sogenannten „Exclusion List“ (Ausschlussliste) ausgenommen oder unter einer speziellen Methode langsam an die komplette Elimination herangeführt werden. Dies trifft vor allem für sensible Güter eines Landes zu, welche durch eine starke Lobby geprägt sind.
2. Die Möglichkeit für Lobby-Gruppen, das Freihandelsabkommen nach ihren Vorstellungen zu gestalten, führt zu einem weiteren Problem. Lobby-Gruppen werden nur für die Liberalisierung des Handels sein, wenn es ihnen Vorteile bringt. Ansonsten werden sie mit allen Mitteln versuchen, bestehende Hürden zu erhalten. Innerhalb einer Zollunion ist es für einzelne Lobby-Gruppen schwieriger, ihre Interessen durchzusetzen, als bei bilateralen Verhandlungen, weil ihr Einfluss dort relativ gering ist.
3. Des Weiteren entstehen Kosten, um den Handelsablenkungseffekt zu verhindern. Hierbei nutzen Importeure bei der Einfuhr jenes Land, das ihnen die günstigsten Konditionen zum Import von Gütern und Dienstleistungen bietet. Anschließend werden diese Güter in ein anderes Land innerhalb des Freihandelsabkommens zollfrei weiter exportiert. Der Import in das erste Land findet dabei ausschließlich statt, um Zollkosten zu sparen. Um diese Handlungsumlenkung zu verhindern, werden Ursprungsregeln als Handelshemmnisse in ein Freihandelsabkommen aufgenommen.[6]

Trotz dieser zusätzlichen Kosten sieht Kimberly Clausing diese strikte Überlegenheit einer Zollunion gegenüber einem Freihandelsabkommen nicht. Er argumentiert, dass die Höhe des gemeinsamen Zollsatzes einer Zollunion und der geforderte Anteil der lokalen Wertschöpfung ausschlaggebend dafür seien, ob ein Freihandelsabkommen oder eine Zollunion ein Land wohlfahrtstechnisch besser stellt. Unabhängig davon, welches Abkommen wohlfahrtstechnisch überlegen ist, sind Freihandelsabkommen weiter verbreitet.

## Ursprungsregeln bei Freihandelsabkommen (Rules of Origin)

### Hintergrund
Die Regeln zur Herkunftsbezeichnung (Rules of Origin) werden grundsätzlich in zwei Arten untergliedert. Die „Preferential“- und die „Non-Preferential“-Rules of Origin.
Mithilfe der „Non-Preferential“-Rules of Origin wird das Land festgelegt, in dem ein Gut produziert wurde.
„Preferential“-Rules of Origin sind im Gegensatz dazu Qualifizierungsmerkmale, die je nach Ausgestaltung des Abkommens einzeln oder kombiniert erreicht werden müssen, um ein Produkt für den Freihandelsabkommen-Zollsatz zu qualifizieren. Sie stellen sicher, dass nur Produkte, die zu einem bestimmten Teil in einem der Partnerländer produziert wurden, von den Zollvergünstigungen profitieren.
Da die „Preferential“-Rules of Origin sich als Qualifizierungsmerkmal in Handelsabkommen etabliert haben, wurden diese mit dem Begriff Rules of Origin gleichgesetzt. Für diese unterscheidet Krishna (2005) die folgenden drei am weitesten verbreiteten Möglichkeiten, die ein Gut für die Anwendung des Freihandelsabkommen-Zollsatzes qualifizieren:
1. Die erste Möglichkeit ist die Definition hinsichtlich der Zollkategorien. Jedes Produkt kann nach seiner Beschaffenheit mithilfe des international etablierten „Harmonisierten Systems“ tarifiert und eingereiht werden. Wird zum Beispiel eine Bremse aus Mexiko in die USA gebracht, so wird sie als Bremse beim Zoll angemeldet und mit dem entsprechenden Zollsatz importiert. Diese wird in den USA in ein Auto verbaut. Dadurch ändert sich die Tarifierung dieser Bremse. Beim Rückexport des fertigen Autos von den USA nach Mexiko wird also nicht mehr die Bremse als Einzelteil, sondern das Auto als Ganzes beim Zoll angemeldet und verzollt. Die Veränderung der „Harmonisierten Systemnummer“ von Bremse zu Auto ist das Qualifizierungsmerkmal (1). Je nach Ausgestaltung des Abkommens bedarf es einer starken oder geringen Veränderung des Gutes, um die erforderliche Tarifierungsveränderung für das Anwenden des Freihandelsabkommens zu erhalten.
2. Eine weitere Variante ist, dass gewisse Prozesse innerhalb des Freihandelsabkommen-Gebietes vollzogen werden müssen, um den Freihandelsabkommen-Zollsatz nutzen zu dürfen. Innerhalb von NAFTA galt zum Beispiel das Gesetz der „Triple Transformation“ für Bekleidung. Das bedeutet, dass bei der Herstellung von Bekleidung die Wolle bzw. das Ausgangsprodukt zur Herstellung des Fadens innerhalb des NAFTA-Raumes hergestellt wurde. Aus diesem muss anschließend der Faden produziert werden, aus welchem wiederum ebenso die eigentliche Bekleidung innerhalb des NAFTA-Raumes geschnitten und genäht werden musste. Es wurden also drei Veränderungsschritte innerhalb des NAFTA-Raumes vollzogen.
3. Die dritte Variante ist die Erreichung der Rules of Origin, mithilfe eines Anteils der lokalen Wertschöpfung an einem Produkt in monetärer oder physischer Hinsicht. In physischer Hinsicht kann ein gewisser Anteil des Gewichts, beispielsweise an heimischen Tabak, in Zigaretten vorgeschrieben werden. Die Definition als Anteil der lokalen Wertschöpfung in monetärer Hinsicht meint, dass ein gewisser vordefinierter Wert der Vorprodukte des finalen Produktes bereits innerhalb des Freihandelsabkommen-Gebietes produziert werden muss. Hat ein Auto zum Beispiel Produktionskosten in Höhe von 10.000 Euro und es wird ein Anteil der lokalen Wertschöpfung von 20 % der Kosten vorgeschrieben, so müssen Vorprodukte aus dem Freihandelsabkommen-Raum in Höhe von mindestens 2000 Euro bei der Produktion eingesetzt werden. Dies ist eine gängige Praxis in Freihandelsabkommen, wobei die Ursprungsregeln als Mindestanteil der lokalen Wertschöpfung am Preis oder an den Kosten eines Produktes gesehen werden. Dies hat den Vorteil, dass klar definierte Werte verwendet werden, auf deren Grundlage Berechnungen angestellt werden können.[8]

### Gründe für und gegen die Aufnahme von Ursprungsregeln in ein Freihandelsabkommen
Ein Aspekt für die Aufnahme der Rules of Origin in ein Freihandelsabkommen ist die Verhinderung von Handelsumlenkungen. Hierbei werden Güter in das Land mit dem geringeren Zollsatz exportiert, um diese von dort aus, unter Verwendung des Freihandelsabkommens weiter zu exportieren. Ohne Ursprungsregeln käme es, bei Vernachlässigung von Transportkosten, in diesem Fall zu einem "Handelskrieg", weil jede Reduzierung des Zollsatzes in einem Land zu einer vollständigen Verschiebung der Warenströme in dieses Land führt. Dementsprechend wird das Land mit den marginal geringeren Zollsätzen die gesamten Zolleinnahmen erzielen. Das Resultat wäre eine Reduktion der Zollsätze des Partnerlandes, sodass es die gesamten Einnahmen für sich generieren kann. Die Länder konkurrieren um die Einnahmen mit dem Endergebnis einer vollständigen Eliminierung aller Zölle. Dann wird keines der Partnerländer mehr, ohne Ursprungsregeln, Zölle einnehmen.
Des Weiteren verhindern Ursprungsregeln, dass Produkte oberflächlich bearbeitet werden, nur um sie für die reduzierten Freihandelsabkommen-Zollsätze zu qualifizieren. So wird vermieden, dass beispielsweise ein fertiges Auto ohne Reifen aus Deutschland in den USA mit Reifen ausgestattet wird und sich allein dadurch für  andere Zollsätze qualifiziert. Außerdem bieten sie Produzenten einen Anreiz, lokale Vorprodukte zu kaufen, um den geforderten Anteil der lokalen Wertschöpfung zu erreichen. Ohne die lokalen Vorprodukte können die Anforderungen der lokalen Wertschöpfungsanteile nicht erreicht werden. Sie bieten somit den heimischen Produkten einen Wettbewerbsvorteil gegenüber den Produkten aus nicht Freihandelsabkommen-Partnerländern. Es kann zu dem Fall kommen, dass Firmen teurere Vorprodukte aus dem Freihandelsabkommen-Partnerland kaufen, um den Anteil der lokalen Wertschöpfung zu erreichen und somit das Endprodukt dort zollfrei verkaufen zu können. Diese Effekte wirken sich auch politisch aus. Die Absicherung der heimischen Produktion gegen die Verlagerung von Produktionsschritten ins Ausland macht ein Freihandelsabkommen mit Ursprungsregeln leichter durchsetzbar.
Dennoch gibt es auch Gründe, die gegen die Verankerung von Ursprungsregeln in einem Freihandelsabkommen sprechen. Der Anreiz lokale Vorprodukte in der Produktion einzusetzen, kann auch negative Folgen nach sich ziehen. Theoretisch günstigere Vorprodukte aus Drittstaaten werden durch lokale Vorprodukte substituiert, weil der Anteil der lokalen Wertschöpfung erreicht werden muss. Dies führt zu einer ineffizienten Zuteilung von Ressourcen. Auf Grund dessen kann es dazu kommen, dass die Produktion eines Gutes trotz höherer Produktionskosten als in einem Drittland in einem Freihandelsabkommen-Partnerland stattfindet. Dies ist der wohlfahrtsreduzierende Handelsverlagerungseffekt.
Außerdem bieten Ursprungsregeln den Lobby-Gruppen die Möglichkeit, die Wirtschaftspolitik auf intransparente aber sehr direkte Weise zu beeinflussen. Ursprungsregeln können nämlich so gestaltet werden, dass heimische Produzenten nur noch wenige Konkurrenten im heimischen Markt haben. Kennen sie die Produktionskosten der Konkurrenten aus dem Freihandelsabkommen-Partnerland, können sie den geforderten Anteil der lokalen Wertschöpfung so beeinflussen, dass die Produktionskosten dieser Mitbewerber nach Formierung des Freihandelsabkommen über ihren eigenen liegen.
Neben den allgemeinen Kosten haben Firmen auch zusätzliche Kosten. Zum einen ist bereits der Aufwand für das Nachweisen des lokalen Wertschöpfungsanteils in einem Produkt ein entscheidender Faktor. Es müssen für alle verwendeten Vorprodukte Ursprungsnachweise erbracht werden, um den Anteil lokaler Vorprodukte in einem Produkt nachweisen zu können. Schätzungen zufolge beträgt der „Free on Board“-Preis 3–5 % um die nötigen Nachweise zu erbringen.
Zum anderen ist auch das Erreichen des lokalen Wertschöpfungsanteils mit Kosten verbunden. Lokale Vorprodukte müssen in der Produktion so eingesetzt werden, dass der lokale Wertschöpfungsanteil erreicht wird. Es kann deshalb für Produzenten vorteilhaft sein, den reduzierten Zollsatz nicht zu nutzen, da die Kosten zur Erreichung der lokalen Wertschöpfungsanteile größer sind als die Zollkosten. Ein entscheidendes Kriterium dafür, ob es sinnvoll ist diesen zu erfüllen oder den regulären Zollsatz zu zahlen, ist die Bemessungsgrundlage der Ursprungsregeln.

### Arten der Bemessungsgrundlage für den Anteil der lokalen Wertschöpfung
Die beiden Arten der Bemessung des lokalen Wertschöpfungsanteils, sind die kostenbasierte und die preisbasierte Methode zur Berechnung des Anteils der lokalen Wertschöpfung. Die erste Variante ist die kostenbasierte Berechnung des lokalen Wertschöpfungsanteils. Hierbei muss {\displaystyle \alpha } einen bestimmten Anteil an den Kosten des Endprodukts ausmachen.

Formel 3.1 Bemessungsgrundlage für den Local Content
(3.1) {\displaystyle {\frac {W^{T}\cdot \alpha ^{T}+W^{T}\cdot a^{N}}{W^{T}\cdot a^{T}+W^{N}\cdot a^{N}+W^{T^{*}}\cdot a^{T^{*}}}}=\alpha }
Der geforderte Anteil der lokalen Wertschöpfung {\displaystyle \alpha } ergibt sich aus dem Preis der einzelnen Vorprodukte, multipliziert mit der jeweiligen Menge der einzelnen Faktoren. {\displaystyle W^{N}} steht hierbei für den Preis der Produkte, die im Inland produziert werden, {\displaystyle W^{T}} für diese, die innerhalb des Freihandelsabkommens produziert werden, und {\displaystyle W^{(T^{*})}} für diejenigen, die außerhalb produziert werden. Die jeweiligen Mengen werden von {\displaystyle a^{T}}, {\displaystyle a^{N}} und {\displaystyle a^{(T^{*})}} repräsentiert. Die Kosten von inländischen und Freihandelsabkommen-Produkten werden in Relation zu den Gesamtkosten gesetzt, um den Anteil der lokalen Wertschöpfung in einem Produkt zu berechnen.
Eine interessante Frage ist, welche Kosten in die Kalkulation von α aufgenommen werden dürfen. Schon bei der Verhandlung des Freihandelsabkommens zwischen den USA und Kanada wurde die Frage diskutiert, ob zum Beispiel Zinskosten in die Berechnung des lokalen Wertschöpfungsanteils aufgenommen werden dürfen. Eine Aufnahme hätte zur Folge, dass der Anteil der lokalen Wertschöpfung leichter zu erreichen ist als bei Weglassen der Kosten. Die preisbasierte Methode definieren Krishna & Krueger (1995) folgendermaßen: Der Anteil der lokalen Wertschöpfung ist der Mindestanteil α eines Endpreises in einem Land, {\displaystyle P^{H}}, vermindert um den Wert aller nicht Freihandelsabkommen-Vorprodukte, {\displaystyle W^{(T^{*})}a^{(T^{*})}}, in Relation zu {\displaystyle P^{H}}.

Formel 3.2 Bemessungsgrundlage für den Local Content
(3.2) {\displaystyle {\frac {p^{H}-W^{T^{*}}\cdot a^{T^{*}}}{p^{H}}}\geq \alpha }
Formel 3.3 Bemessungsgrundlage für den Local Content
(3.3) {\displaystyle {\frac {W^{N}\cdot a^{N}+W^{T}\cdot a^{T}}{p^{H}}}\geq \alpha }
Beide Formeln sollen unterstreichen, dass sich die Methode zur Berechnung des Local Content (Anteil der lokalen Wertschöpfung) auf dessen Erreichbarkeit auswirkt. Steigt der Preis eines Gutes, so ist es, abhängig von der Variante der Local Content-Kalkulation, entweder leichter oder schwieriger, den geforderten Anteil {\displaystyle \alpha } zu erreichen.
Abhängig vom Erreichen von {\displaystyle \alpha } können sich die Firmen bei der Produktion entscheiden, das Freihandelsabkommen zu nutzen oder nicht. Sie produzieren dann entweder unter der nicht beschränkten Gesamtkostenfunktion {\displaystyle C(W^{N},W^{T},W^{(T^{*})})} oder der beschränkten Gesamtkostenfunktion {\displaystyle R(W^{N},W^{T},W^{(T^{*})},\alpha )}. Bei Anwendung der ersteren kann das Freihandelsabkommen nicht genutzt werden, bei Anwendung der anderen kann es genutzt werden. Sollte für die Nutzung des Freihandelsabkommens kein Mindestanteil α gefordert sein, also keine Ursprungsregeln in das Freihandelsabkommen aufgenommen, so sind beide Kostenfunktionen identisch.

## Ziel von Freihandelsabkommen und Freihandelszonen
Ziel des Freihandelsabkommens beider Vertragspartner ist es, durch den Freihandel Vorteile bei der Güterverteilung und eine Steigerung des Außenhandels zu erreichen. Damit entsprechen sie dem Grundgedanken der (neo-)klassischen Außenhandelstheorie, die auf dem Modell der vergleichbaren Kostenvorteile von David Ricardo fußt, wonach durch freien Handel zwischen Staaten Wohlfahrtsgewinne für alle beteiligten Staaten erreicht werden können.
Außerdem wird durch die Handelshemmnisse das Wirtschaftswachstum negativ beeinflusst und die Effizienz der Wirtschaft verringert. Dies ist auf eine ineffiziente Ressourcennutzung zurückzuführen. Denn Volkswirtschaften, welche keine freien Handelszonen besitzen, produzieren dann nur die Güter und Dienstleistungen, welche durch staatliche Eingriffe am attraktivsten erscheinen, und nicht diejenigen, welche einen vergleichbaren Vorteil erbringen. Dies ist nämlich der eigentliche Sinn des Handels. Die Folgen sind Wohlfahrtsverluste für die Staaten.
Die Welthandelsorganisation (WTO) fördert aus diesem Grund die Bildung von Freihandelszonen und den Abschluss von Freihandelsabkommen.
Entwicklungspolitische Bedeutung haben Freihandelsabkommen, die Entwicklungsländern den Zugang zu den Märkten der Industrieländer öffnen sollen; zu diesem Zweck führt die EU mit Staaten in Afrika, in der Karibik und im Pazifik Verhandlungen, die zum Abschluss von Freihandelsabkommen führen sollen (siehe Economic Partnership Agreement).
Eine vollständige Liberalisierung des Welthandels hätte nach einer Studie der Weltbank von 2005 bis 2015 jährlich 300 Mrd. US-Dollar an zusätzlichen Einkommen realisiert.

## Arten von Freihandelskooperationen
1. Freihandelsabkommen: Handelsbarrieren werden abgeschafft, jedoch bleibt jeder Mitgliedstaat politisch selbständig. (Beispiel: Europäische Freihandelsassoziation)
2. Zollunionen: Hierbei bildet ein Zusammenschluss von Staaten eine gemeinsame Zollunion. Es werden gemeinsame Zölle abgeschafft. Außerdem werden die Zölle von Drittländern, die Mitgliedsstaaten angehören, angeglichen.[15] (Beispiel: Eurasische Wirtschaftsunion)
3. Binnenmarkt (Gemeinsamer Markt): Der Binnenmarkt verhält sich wie die Zollunion. Außerdem schreibt dieser den freien Verkehr aller Produktionsfaktoren (Waren, Dienstleistungen, Arbeitskräfte, Kapital) vor. (Beispiel: Europäischer Wirtschaftsraum[16])
4. Wirtschaftsunion: Zusammenschluss von Staaten mit binnenmarktähnlichen Verhältnissen. Hinzu kommt das bestreben einer gemeinsamen Wirtschaftspolitik. (Beispiel: Europäische Union)
5. Währungsunion: Ist die oberste Stufe der wirtschaftlichen Integration. Hierbei wird die Wirtschaftsunion um eine gemeinsame Währung erweitert. (Beispiel: Eurozone)

## Beispiele von Freihandelsabkommen
Wirtschafts- und Währungsunion
- Europäische Wirtschafts- und Währungsunion (EWWU) (EU-Mitgliedsstaaten)
- Organisation Ostkaribischer Staaten (OECS)

Wirtschaftsunion
- Europäische Union (EU)
- Europäischer Wirtschaftsraum (EWR)
- Eurasische Wirtschaftsunion (EAEU)

Gemeinsamer Markt (Binnenmarkt)
- Europäischer Binnenmarkt (EU-Mitgliedsstaaten)
- Europäische Freihandelsassoziation (EFTA)
- Karibische Gemeinschaft (CARICOM)
- Zentralamerikanischer gemeinsamer Markt (MCCA)

Zoll- und Währungsunion
- Westafrikanische Wirtschafts- und Währungsunion (UEMOA)
- Zentralafrikanische Wirtschafts- und Währungsgemeinschaft (CEMAC)

Zollunion
- Andengemeinschaft (CAN)
- Europäische Zollunion (EUCU)
- Gemeinsamer Markt des Südens (Mercosur)

Multilaterale Freihandelszone
- Freihandelsabkommen der Europäischen Union, beispielsweise Freihandelsabkommen EU-Korea, Freihandelsabkommen EU-Japan (JEFTA), Umfassendes Wirtschafts- und Handelsabkommen EU-Kanada (CETA), Vertiefte und umfassende Freihandelszone (DCFTA)
- Freihandelszone des Verbandes Südostasiatischer Staaten (AFTA)
- ASEAN-China-Freihandelsabkommen
- Mitteleuropäisches Freihandelsabkommen (CEFTA)
- Gemeinsamer Markt für das Östliche und Südliche Afrika (COMESA)
- Freihandelsabkommen zwischen den USA, Zentralamerika (außer Panama) und der Dominikanischen Republik (DR-CAFTA)
- Freihandelsabkommen der Staaten der Arabischen Liga (GAFTA)
- Golf-Kooperationsrat (GCC)
- Nordamerikanisches Freihandelsabkommen (NAFTA) bzw. United States-Mexico-Canada Agreement (USMCA)
- Pazifik-Allianz
- Südasiatische Vereinigung für regionale Kooperation (SAARC)
- Südostasiatisches Freihandelsabkommen (SAFTA)
- Umfassende und Fortschrittliche Transpazifische Partnerschaft (Comprehensive and Progressive Agreement for Trans-Pacific Partnership; CPTPP)
- Regional Comprehensive Economic Partnership (RCEP)
- Afrikanisches Freihandelsabkommen (AfCFTA), Freihandelszone der Afrikanischen Union (AU)

Sonstige
- Bolivarianische Allianz für Amerika (ALBA)
- Asien-Pazifik-Handelsabkommen (APTA) (auf Initiative der UNESCAP)
- Ostafrikanische Gemeinschaft (EAC)
- Zentralafrikanische Wirtschaftsgemeinschaft (CEEAC)
- Westafrikanische Wirtschaftsgemeinschaft (ECOWAS)
- Europäische Atomgemeinschaft (EURATOM)
- Entwicklungsgemeinschaft des südlichen Afrika (SADC)
- Zentralamerikanisches Integrationssystem (SICA)
- Lateinamerikanische Integrationsvereinigung (ALADI)
- Welthandelsorganisation (WTO)
- Freihandelsabkommen zwischen Australien und Neuseeland (ANZCERTA)
- Freihandelsabkommen Neuseeland – China (NZ-China FTA)
- Freihandelsabkommen Schweiz - China
- Russisch-Belarussische Union

Ehemalige
- Europäische Gemeinschaft für Kohle und Stahl (EGKS) (1951 bis 2002)
- Europäische Gemeinschaft (EG) (1993 bis 2009)
- Europäische Wirtschaftsgemeinschaft (EWG) (1957 bis 1993)
- Allgemeines Zoll- und Handelsabkommen (GATT) (1947 bis 1994)
- Westeuropäische Union (WEU) (1954 bis 2011)
- Lateinamerikanischen Freihandelszone (ALALC bzw. LAFTA) (1960–1980)
- Caribbean Free Trade Association (CARIFTA) (1968–1974)

Gescheiterte Verhandlungen über Freihandelsabkommen:
- Transatlantisches Freihandelsabkommen (TTIP), Handels- und Investitionspartnerschaft zwischen der Europäischen Union und den Vereinigten Staaten (Transatlantic Trade and Investment Partnership)[17]
- Transpazifische Partnerschaft (TPP)

Aktuell geplante Freihandelsabkommen sind:
- Gesamtamerikanische Freihandelszone (FTAA bzw. ALCA)
- EU-Marokko-Freihandelsabkommen[18]
- Freihandelsabkommen Schweiz - USA[19]

## Kritik an Freihandelsabkommen
Gegen viele der Annahmen, mit denen Freihandelsabkommen begründet werden, richtet sich die Globalisierungskritik. Die tatsächliche Realisierung der Wohlfahrtsgewinne entsprechend dem Modell vergleichbarer Kostenvorteile setzte demgemäß beispielsweise voraus, dass Produktionsfaktoren beliebig von einem Wirtschaftssektor in einen anderen verschoben werden können, was in der Realität oft vor allem kurzfristig nicht gegeben ist. Daher stellt sich bei der Schaffung regionaler Freihandelszonen ebenso wie bei einer weltweiten Handelsliberalisierung immer die Frage, welche Länder und Personengruppen zumindest kurz- und mittelfristig zu den Gewinnern und Verlierern gehören.
Die Gewerkschaft Public Services International bezeichnet den Verhandlungshergang der 2010er Jahre sämtlicher Freihandelsabkommen als eine ständig laufende Maschinerie von Verhandlungen und Neuverhandlungen, deren Programm an rein unternehmerischen Interessen orientiert sei. Einmal getroffene Ausnahmeregelungen stünden in späteren Gesprächsrunden wieder zu einer Debatte, die hastig und regelmäßig geheim geführt würde.

### ISDS
Die ISDS-Klauseln, die den Schutz von ausländischen Direktinvestitionen innerhalb einer Freihandelszone durch Schiedsgerichte gewährleisten sollen, wurden mit Inkrafttreten des NAFTA 1994 erstmals Bestandteil eines modernen Freihandelsabkommens. Daran wird bemängelt, dass solche Schiedsgerichte mit Wirtschaftslobbyisten besetzt würden und eine unabhängige Rechtsprechung damit nicht garantiert sei, jedoch die Gefahr immenser Schadenersatzansprüche von Investoren gegen Staaten bestehe. So verweisen Gegner dieser Vereinbarung auf die zahlreichen Schadensersatzklagen US-amerikanischer Investoren gegen den Staat Kanada, die von den ISDS-Klauseln ermöglicht wurden und bemängeln daran, es sei nicht nur die staatliche Liquidität, sondern auch die Souveränität Kanadas beeinträchtigt, da Gesetzesvorschläge, die einen Verstoß gegen ISDS-Klauseln bedeuten könnten, eventuell schon vorweg unterblieben (Chilling effect). Dem hielt der kanadische CETA-Chefunterhändler entgegen, dass die Summe an Schadensersatz, die zu entrichten Kanada tatsächlich verurteilt worden war, über 20 Jahre bei 150 Millionen US$ lag und damit nur unwesentlich ins Gewicht falle.

### Armut in Entwicklungsländern
Eine weitere Besonderheit des NAFTA ist, dass mit Inkrafttreten erstmals ein Freihandelsabkommen zwischen Industrie- und Entwicklungsländern vereinbart wurde und gilt deswegen als Urbild für künftige Abkommen dieser Art. Als problematisch wurde hierbei eine Entwicklung im primären Sektor empfunden. Durch den Abbau der Handelsschranken zwischen Mexiko und den Vereinigten Staaten verlor die mexikanische Landwirtschaft massiv an Wettbewerbsfähigkeit, da die US-amerikanische Landwirtschaft hoch subventioniert war und damit billiger. Eine Importbeschränkung von Mexiko für US-Mais führte 2009 zur Schadensersatzklage durch ein US-amerikanisches Lebensmittelunternehmen, die im Vergleich endete.
Überhaupt stellen die typischerweise hohen Subventionen der Industrieländer in die Landwirtschaft eine Hürde für den Schluss von Freihandelsabkommen dar, da Entwicklungsländer ähnliche Szenarien wie jene im NAFTA fürchten.
Freihandelsabkommen zwischen ausschließlich Industrieländern fördern den Handel innerhalb der Freihandelszone auf Kosten der Handelsverflechtungen mit anderen Industrieländern, aber auch mit Entwicklungsländern.